# Warsaw Cup 2017
Warsaw Cup 2017 – ósme zawody z cyklu Challenger Series 2017/2018. Zawody rozgrywano od 16 do 19 listopada 2017 roku w hali Torwar II w Warszawie.
Wśród solistów triumfował Włoch Matteo Rizzo, natomiast w rywalizacji solistek Rosjanka Sierafima Sachanowicz. W konkurencji par sportowych triumfowali reprezentanci Włoch Valentina Marchei i Ondřej Hotárek, natomiast wśród par tanecznych Rosjanie Bietina Popowa i Siergiej Mozgow.

## Wyniki

### Soliści
| Poz. | Zawodnik             | Nota łączna | SP | SP    | FS | FS     |
| ---- | -------------------- | ----------- | -- | ----- | -- | ------ |
| 1    | Matteo Rizzo         | 232,98      | 1  | 75,64 | 1  | 157,34 |
| 2    | Stéphane Walker      | 204,48      | 2  | 68,92 | 2  | 135,56 |
| 3    | Liam Firus           | 200,71      | 3  | 66,58 | 3  | 134,13 |
| 4    | Roman Sawosin        | 197,15      | 4  | 64,93 | 4  | 132,22 |
| 5    | Igor Rezniczenko     | 195,87      | 5  | 64,73 | 5  | 131,14 |
| 6    | Andrew Torgashev     | 182,78      | 6  | 61,52 | 6  | 121,26 |
| 7    | Paul Fentz           | 180,84      | 9  | 60,18 | 7  | 120,66 |
| 8    | Mark Webster         | 176,22      | 7  | 60,38 | 8  | 115,84 |
| 9    | Adrien Bannister     | 174,10      | 10 | 58,65 | 9  | 115,45 |
| 10   | Kai Xiang Chew       | 172,18      | 11 | 58,14 | 11 | 114,04 |
| 11   | Harry Mattick        | 171,93      | 8  | 60,28 | 13 | 111,65 |
| 12   | Lukas Britschgi      | 171,81      | 13 | 57,51 | 10 | 114,30 |
| 13   | Abzał Rakymgalijew   | 163,55      | 14 | 51,10 | 12 | 112,45 |
| 14   | Jan Kurník           | 155,48      | 12 | 57,90 | 14 | 97,58  |
| 15   | Leslie Man Cheuk Ip  | 143,94      | 15 | 50,18 | 16 | 93,76  |
| 16   | Alexander Maszljanko | 136,85      | 19 | 41,38 | 15 | 95,47  |
| 17   | Eryk Matysiak        | 135,26      | 16 | 45,33 | 17 | 89,93  |
| 18   | Łukasz Kędzierski    | 130,89      | 17 | 45,16 | 18 | 85,73  |
| 19   | Jakub Kršňák         | 125,73      | 18 | 44,73 | 19 | 81,00  |

### Solistki
| Poz. | Zawodniczka                 | Nota łączna | SP | SP    | FS | FS     |
| ---- | --------------------------- | ----------- | -- | ----- | -- | ------ |
| 1    | Sierafima Sachanowicz       | 176,39      | 1  | 61,23 | 1  | 115,16 |
| 2    | Stanisława Konstantinowa    | 174,43      | 2  | 59,84 | 2  | 114,59 |
| 3    | Courtney Hicks              | 165,39      | 3  | 58,43 | 3  | 106,96 |
| 4    | Nina Povey                  | 148,06      | 5  | 49,23 | 4  | 98,83  |
| 5    | Anita Östlund               | 146,29      | 4  | 52,11 | 5  | 94,18  |
| 6    | Emy Decelles                | 136,47      | 6  | 48,69 | 6  | 87,78  |
| 7    | Fruzsina Medgyesi           | 132,79      | 8  | 46,79 | 7  | 86,00  |
| 8    | Aleksandra Awstrijska       | 129,20      | 9  | 45,90 | 8  | 83,30  |
| 9    | Elżbieta Gabryszak          | 123,17      | 7  | 47,07 | 9  | 76,10  |
| 10   | Héloïse Pitot               | 115,11      | 11 | 40,65 | 10 | 74,46  |
| 11   | Greta Morkyte               | 108,38      | 10 | 41,21 | 12 | 67,17  |
| 12   | Colette Coco Kamiński       | 107,48      | 14 | 39,25 | 11 | 68,23  |
| 13   | Aneta Janiczková            | 106,95      | 12 | 40,45 | 13 | 66,50  |
| 14   | Oliwia Rzepiel              | 104,16      | 13 | 39,75 | 16 | 64,41  |
| 15   | Jelizawieta Ukołowa         | 102,65      | 15 | 36,83 | 15 | 65,82  |
| 16   | Michelle Lifshits           | 98,61       | 17 | 32,68 | 14 | 65,93  |
| 17   | Ceciliane Mei Ling Hartmann | 97,86       | 16 | 34,34 | 18 | 63,52  |
| 18   | Amy Lin                     | 95,94       | 19 | 32,08 | 17 | 63,86  |
| 19   | Żansaja Adychanowa          | 86,54       | 18 | 32,10 | 19 | 54,44  |
| 20   | Elena Rivkina               | 80,82       | 20 | 31,72 | 20 | 49,10  |

### Pary sportowe
| Poz. | Zawodnicy                              | Nota łączna | SP | SP    | FS | FS     |
| ---- | -------------------------------------- | ----------- | -- | ----- | -- | ------ |
| 1    | Valentina Marchei / Ondřej Hotárek     | 193,14      | 1  | 66,70 | 1  | 126,44 |
| 2    | Aleksandra Bojkowa / Dmitrij Kozłowski | 180,84      | 4  | 58,52 | 2  | 122,32 |
| 3    | Minerva Fabienne Hase / Nolan Seegert  | 167,72      | 2  | 59,92 | 3  | 107,80 |
| 4    | Annika Hocke / Ruben Blommaert         | 161,95      | 3  | 58,84 | 4  | 103,11 |
| 5    | Jessica Pfund / Joshua Santillan       | 148,86      | 5  | 53,26 | 6  | 95,60  |
| 6    | Chelsea Liu / Brian Johnson            | 145,14      | 8  | 45,94 | 5  | 99,20  |
| 7    | Laura Barquero / Aritz Maestu          | 143,26      | 6  | 49,96 | 7  | 93,30  |
| 8    | Rebecca Ghilardi / Filippo Ambrosini   | 137,56      | 7  | 49,88 | 8  | 87,68  |

### Pary taneczne
| Poz. | Zawodnicy                                | Nota łączna | SD | SD    | FD | FD    |
| ---- | ---------------------------------------- | ----------- | -- | ----- | -- | ----- |
| 1    | Bietina Popowa / Siergiej Mozgow         | 164,07      | 1  | 64,38 | 1  | 99,69 |
| 2    | Lorraine McNamara / Quinn Carpenter      | 160,51      | 2  | 62,53 | 2  | 97,98 |
| 3    | Ołeksandra Nazarowa / Maksym Nikitin     | 151,30      | 3  | 61,82 | 5  | 89,48 |
| 4    | Lilah Fear / Lewis Gibson                | 150,46      | 4  | 60,40 | 4  | 90,06 |
| 5    | Katharina Müller / Tim Dieck             | 150,4       | 6  | 59,65 | 3  | 90,49 |
| 6    | Alisa Agafonova / Alper Uçar             | 149,53      | 5  | 60,34 | 6  | 89,19 |
| 7    | Robynne Tweedale / Joseph Buckland       | 132,84      | 8  | 49,96 | 8  | 82,88 |
| 8    | Sarah Arnold / Thomas Williams           | 132,10      | 9  | 46,55 | 7  | 85,55 |
| 9    | Justyna Plutowska / Jérémie Flemin       | 129,85      | 7  | 54,68 | 9  | 75,17 |
| 10   | Molly Lanaghan / Dmitre Razgulajevs      | 117,42      | 10 | 45,09 | 10 | 72,33 |
| 11   | Anna Kublikowa / Jurij Gulicki           | 111,50      | 12 | 44,10 | 11 | 67,40 |
| 12   | Anastasija Polibina / Radosław Barszczak | 108,48      | 13 | 41,26 | 12 | 67,22 |
| 13   | Chantelle Kerry / Andrew Dodds           | 103,06      | 11 | 44,61 | 13 | 58,45 |
| 14   | Kimberley Hew-Low / Timothy McKernan     | 93,48       | 14 | 35,35 | 14 | 58,13 |